# Martin Short (journaliste)
Pour les articles homonymes, voir Martin Short (homonymie) et Short (homonymie).
Martin Short né le 22 septembre 1943 et mort le 27 août 2020, est un journaliste et essayiste britannique.

## Biographie
Il a collaboré à la chaîne de télévision Channel 4, il a produit en particulier le documentaire attaquant la franc-maçonnerie britannique Inside the brotherhood. Son livre Inside the brotherhood a été un bestseller antimaçonnique. Il a rédigé l'introduction de la réédition du livre de Stephen Knight The brotherhood.

## Œuvres
- VIAF
- ISNI
- BnF (données)
- IdRef
- LCCN
- Japon
- CiNii
- Israël
- NUKAT
- Australie
- Norvège
- WorldCat

- Inside the brotherhood, GUILD PUBLISHING (1989)
- The Fall of Scotland Yard, avec Barry Cox et John Shirley, Penguin Books Ltd (August 25, 1977)  (ISBN 978-0140523188)
- The Enforcer: Secrets of My Life with the Krays, avec Albert Donoghue, John Blake, (August 1, 2002),  (ISBN 978-1857825251)
- Blake's Classic True Crime Compendium 2, (Blake's True Crime Library), avec Tim Brown, Paul Cheston, Ron Farebrother, John Blake (July 1, 2004),  (ISBN 978-1857825275)
- Crime Inc., Mandarin (June 15, 1990),  (ISBN 978-0749307820)
- Informer, avec Ron Farebrother, Smith Gryphon (March 20, 1997),  (ISBN 978-1856851145)
- Lundy, Grafton (May 21, 1992),  (ISBN 978-0586209646)
- Survivor : Story of Jimmy Evans,  (ISBN 9781840184884)